# تله (مجموعه تلویزیونی)
تله (لهستانی: Pułapka) یک مجموعهٔ تلویزیونی جنایی دلهره‌آور لهستانی است که در سال ۲۰۱۸ منتشر شد.

## گزیدهٔ بازیگران
- آگاتا کولشا
- لشک لیخوتا
- آگنیشکا یودیتسکا
- کشیشتف پیه‌چینسکی
- یوانا کولیگ
- کینگا پرایس
- پیوتر ترویان
- یان فریچ
- اریک لوبوس
- ماچئی موسیاو
- آنا رومانتوفسکا
- یژی راجیویوویچ
- هنریک تالار
- آنتونینا خروشی
- توماش تیندیک